# 396 Aeolia
396 Aeolia este un asteroid din centura principală, descoperit pe 1 decembrie 1894, de Auguste Charlois.